# Lampria fulgida
Lampria fulgida är en tvåvingeart som beskrevs av Ignaz Rudolph Schiner 1868. Lampria fulgida ingår i släktet Lampria och familjen rovflugor. Inga underarter finns listade i Catalogue of Life.